# 聖宗徒聖殿

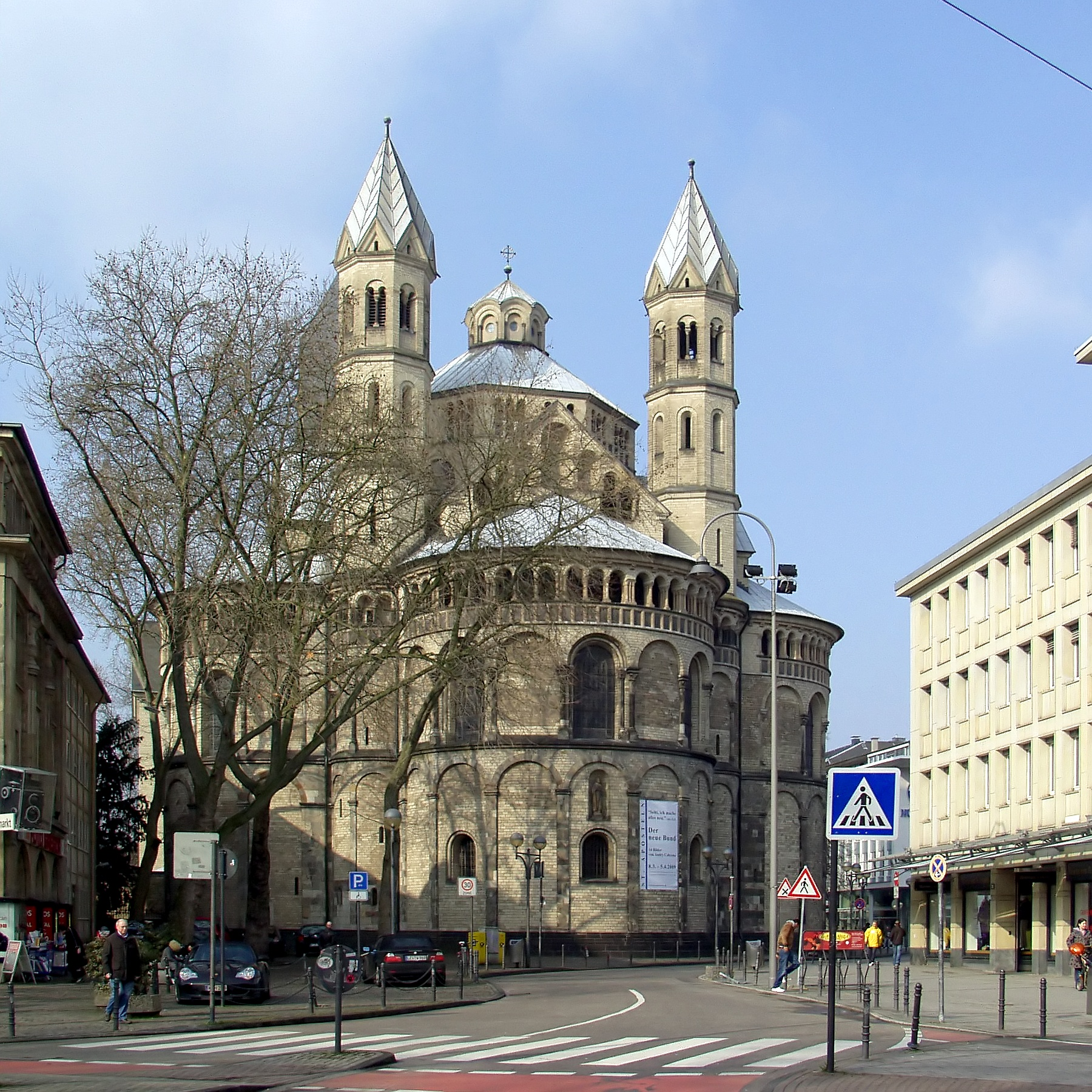
聖宗徒聖殿

聖宗徒聖殿（德語：Basilika St. Aposteln）是位於德國城市科隆的一座教堂，為羅馬式建築。教堂獻給十二使徒。聖使徒教堂是科隆十二座修建於這一時期的羅馬式建築教堂之一。

## 外部連結
维基共享资源上的相關多媒體資源：聖宗徒聖殿
- official site （页面存档备份，存于）

50°56′11.90″N 6°56′42.00″E / 50.9366389°N 6.9450000°E